# Châtelet (arquitectura)

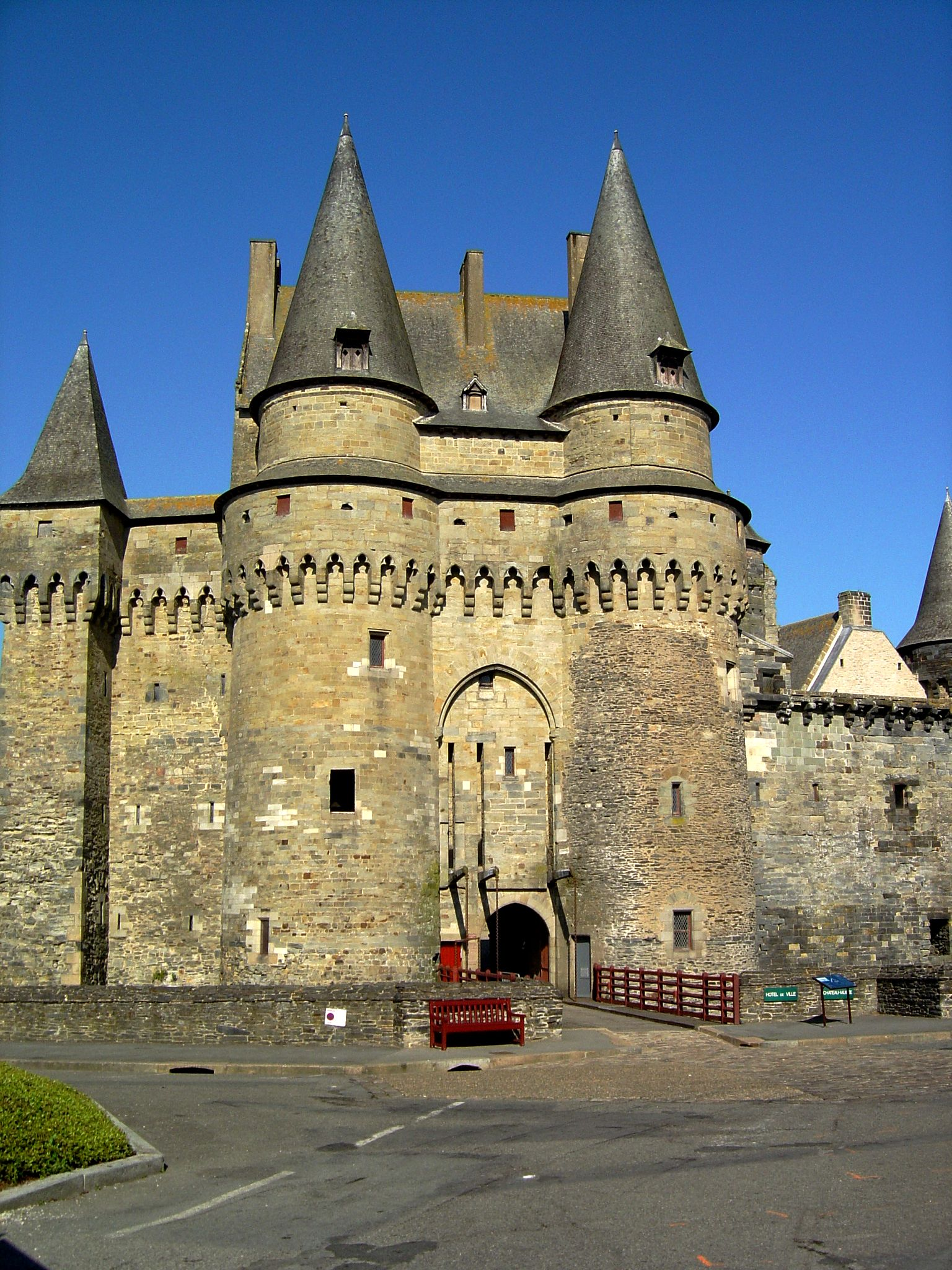
El châtelet de entrada (siglo XV) del castillo de Vitré, con sus dos torres rematadas con matacanes bretones y su doble piso fortificado.

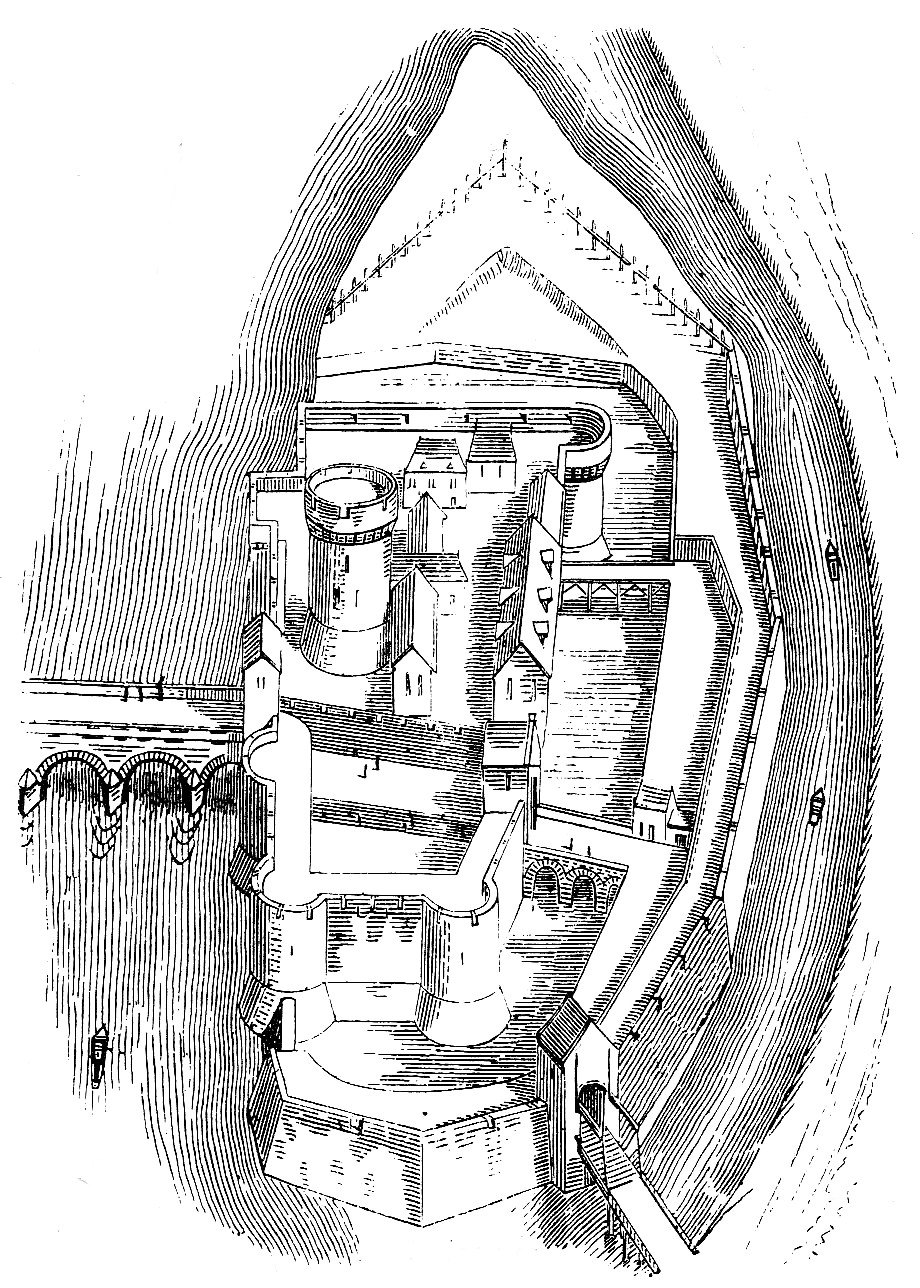
El châtelet de Pont-de-l'Arche

El término «châtelet» —una expresión originalmente francesa  aparecida en 1155, que significa 'castillito', y que en origen era un diminutivo  de castel (castillo) o chastel, todos derivados del latín castellum (fortaleza)— designa a  una edificación independiente que constituye una obra de defensa activa responsable de la protección de un paso. Habitualmente se trata de dos torres gemelas que  enmarcan un pasaje abovedado y que están conectadas entre sí por encima de su primer nivel.

## Historia
En la Edad Media, se llamaba «châtelets» a los pequeños castillos establecidos en la cabecera de un puente, a la puerta de una muralla o de un castillo, en el paso de un vado, para los que viajaban a caballo en un camino a las afueras de una ciudad, o en la entrada a un desfiladero. También se designaba así a las construcciones en madera y en tierra que los sitiadores elevaban a intervalos entre las líneas de contravalación y circunvalación para apoyar puestos destinados a guardar estas líneas.  Los châtelets en  ocasiones tenían la importancia de un verdadero castillo con sus murallas exteriores, su logis, sus murallas flanqueadas y su torre del homenaje. Pero lo que distingue a un "châtelet" de un "château", es sobre todo, su función: el "châtelet" defiende un pasaje. A veces, solo había una gran torre cuadrada que permitía solo el paso de un caballo, o incluso una empalizada en obra con algunos flanqueos.
Juan Le Maingre, mariscal de Boucicault, describe de tal modo las fortificaciones de Génova a principios del siglo XV:

(…) el otro castillo, hecho edificar en la plaza más fuerte de la villa, y era llamado «Chastellet», que es tan fuerte que poco a poco la defensa se afianza contra todo el mundo. Si fue hecho de tal manera para que se pueda ir y venir a través del castillo, pese a todos sus enemigos, en el otro castillo que corresponde al puerto que se dice la Dársena.
: … l'autre chastel, feit édifier en la plus forte place de la ville, et est appellé « Chastellet », qui est tant fort que peu à peu de deffense se tiendroit contre tout le monde. Si est faict par telle manière que ceulx d'iceluy chastel peuvent aller et venir, maugré tous leurs ennemis, en l'autre chastelqui sied sur le port que on dict la Darse.
Mariscal de Boucicault

La palabra también se utiliza en la expresión «châtelet d'entrée» ("puerta de entrada") para referirse a una puerta enmarcada con dos torres, o una puerta que atraviesa una enorme torre. En este caso, la palabra «châtelet» no puede ser utilizada sola.
El grand Châtelet de París guardaba, en la ribera norte, el acceso al «Grand Pont» (ahora Pont au Change) que atravesaba el río Sena. Otra edificación, el pequeño Châtelet, se encontraba en el lado sur, hacia la plaza de Saint-Michel y así guardaba el  «Petit-Pont».

Algunos Châtelet
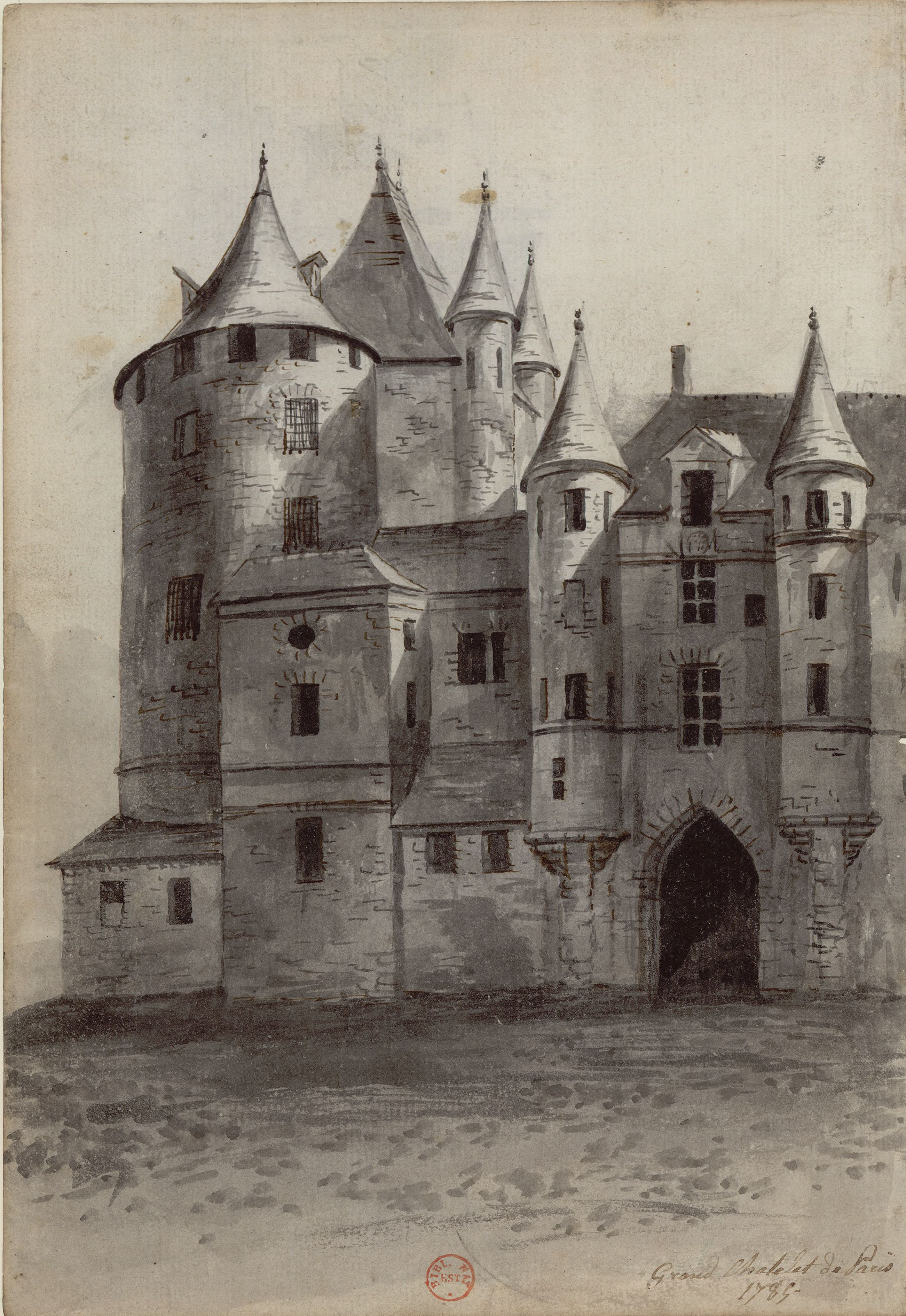
El « Grand châtelet » de París (demolido en 1808).
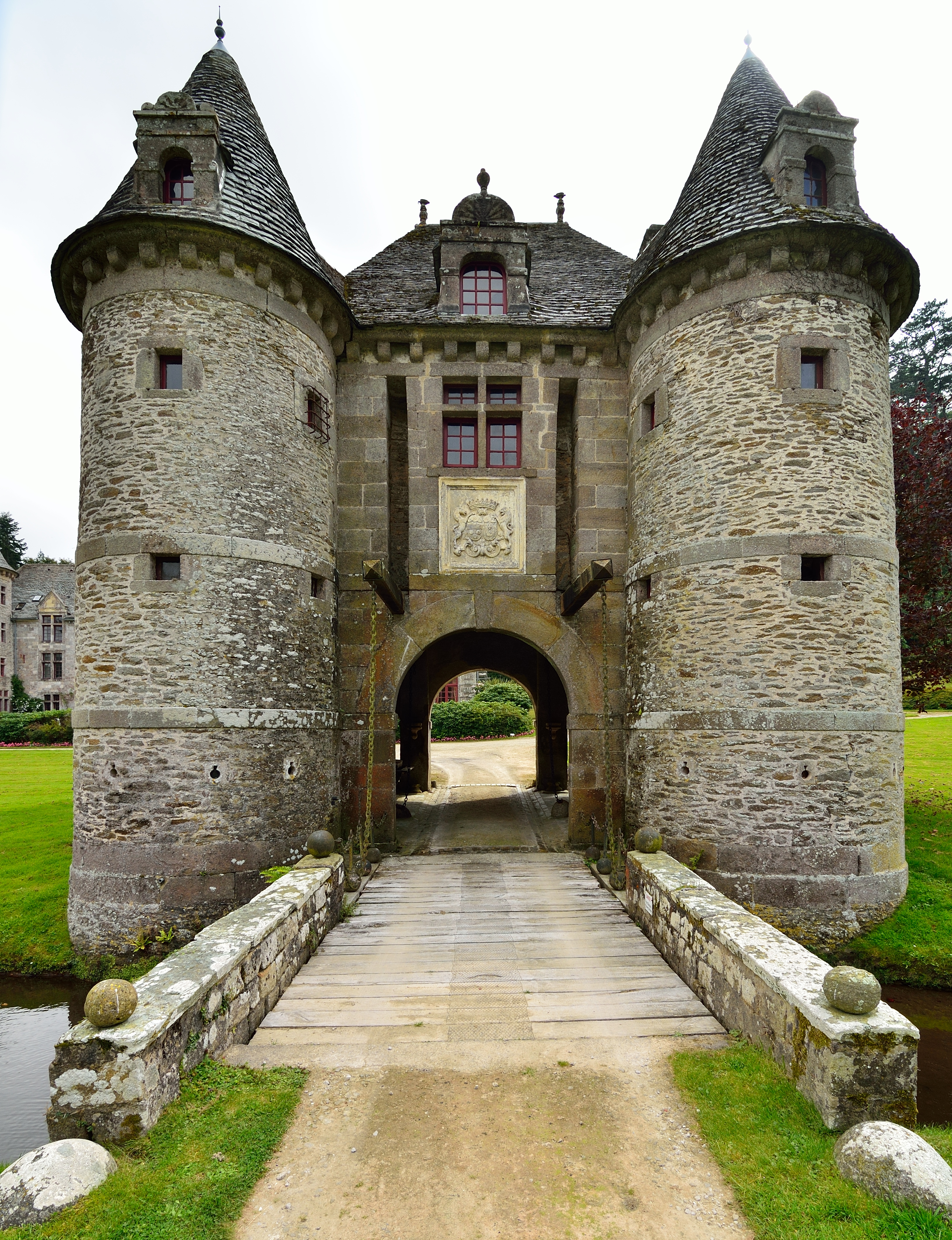
En el Château de Nacqueville.
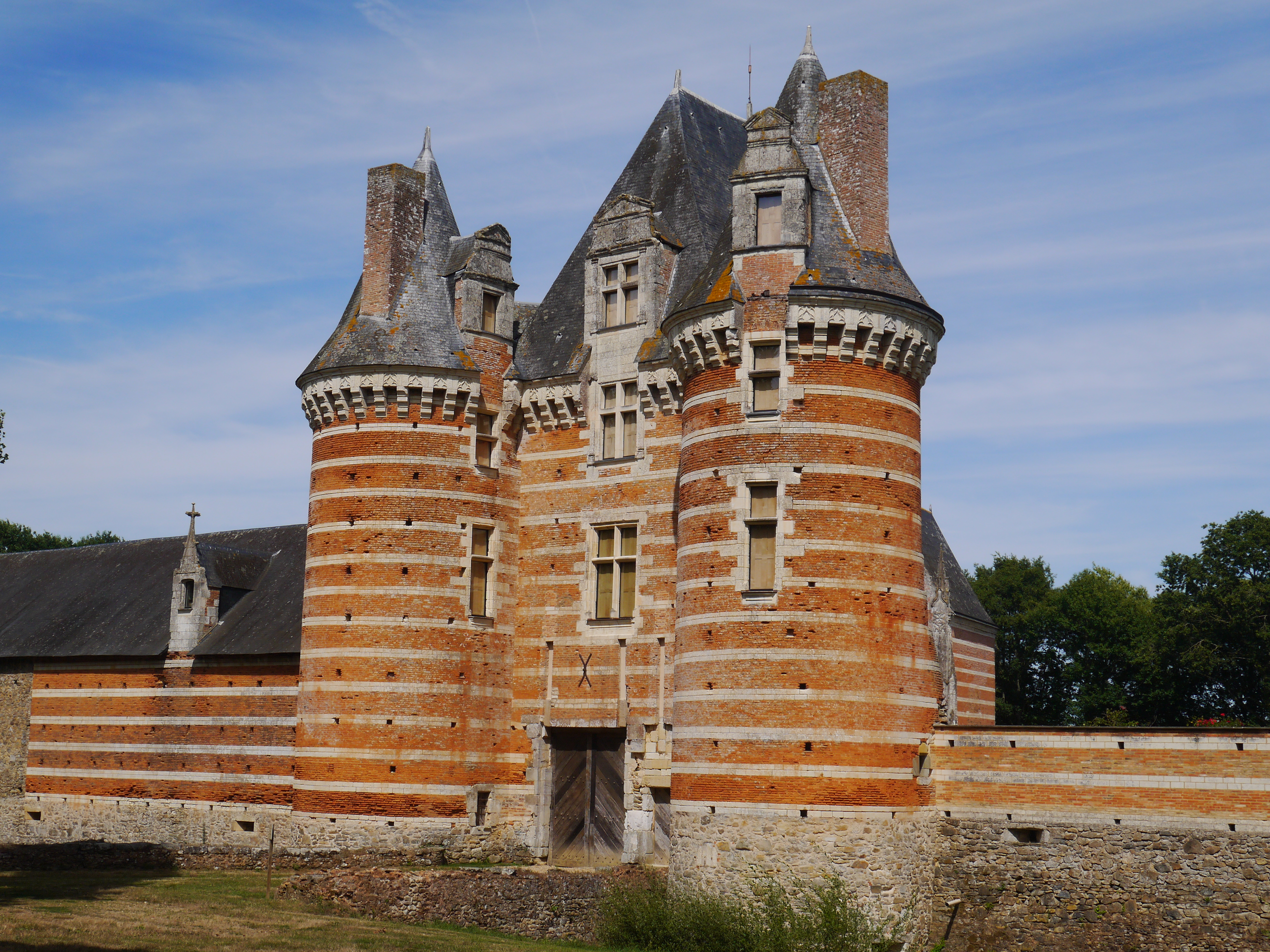
El châtelet de entrada del château de Mortiercrolles.
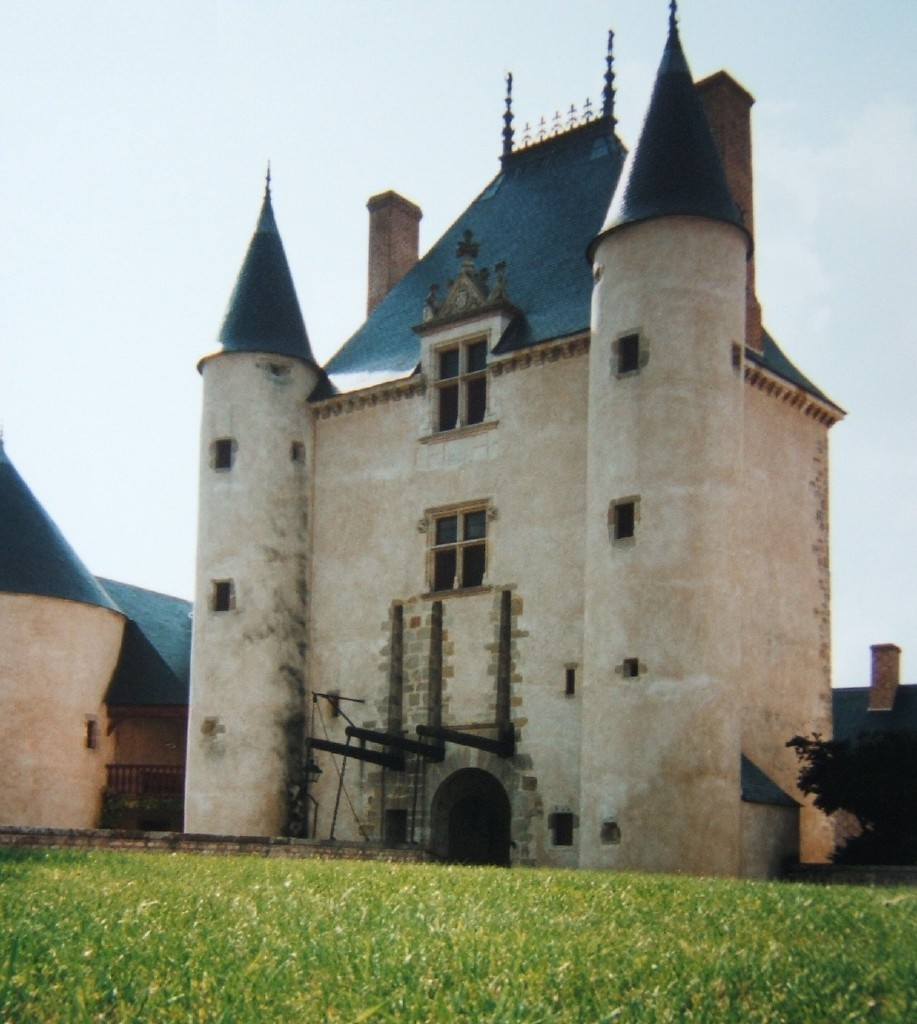
El châtelet de entrada del château de Chamerolles.
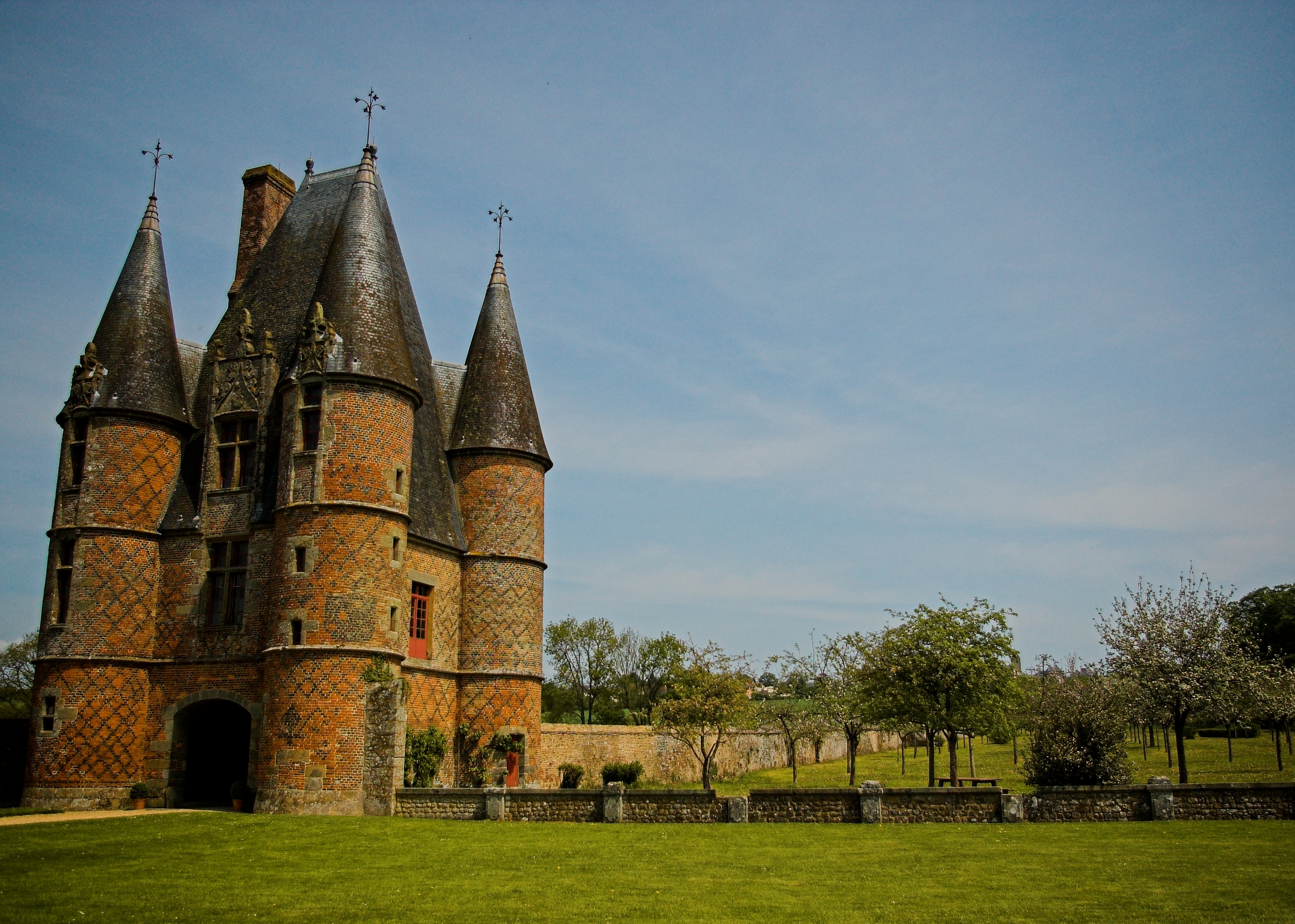
El châtelet de entrada del château de Carrouges (1526-1533)